# Fiodor Černych
Fiodor Ivanovič Černych (tiếng Nga: Фёдор Иванович Черных; sinh ngày 21 tháng 5 năm 1991) là một cầu thủ bóng đá người Litva gốc Nga chơi ở vị trí tiền đạo, tiền vệ chạy cánh hay tiền vệ cho câu lạc bộ Nga F.K. Dynamo Moskva và Đội tuyển bóng đá quốc gia Lithuania.

## Sự nghiệp
Černych sinh ra ở Moskva, Nga trong một gia đình người Nga. Khi bố mẹ anh li dị, anh đến sống ở Vilnius, Lithuania với ông bà ngoại.
Anh khởi đầu sự nghiệp tại FK Granitas, thi đấu ở LFF II league. Năm 2009 Černych ký hợp đồng cùng với Dnepr Mogilev.
Năm 2012, Černych được cho mượn đến Naftan Novopolotsk khi Dnepr Mogilev xuống hạng.
Vào ngày 26 tháng 1 năm 2018, anh ký hợp đồng với câu lạc bộ tại Giải bóng đá ngoại hạng Nga F.K. Dynamo Moskva. Vào ngày 31 tháng 3 năm 2018, anh ghi bàn thắng đầu tiên cho Dynamo, securing a 2–1 victory over F.K. Arsenal Tula

## Danh hiệu
- Cầu thủ bóng đá xuất sắc nhất năm Lithuania (1):
  - 2016, 2017

## Thống kê sự nghiệp

### Câu lạc bộ

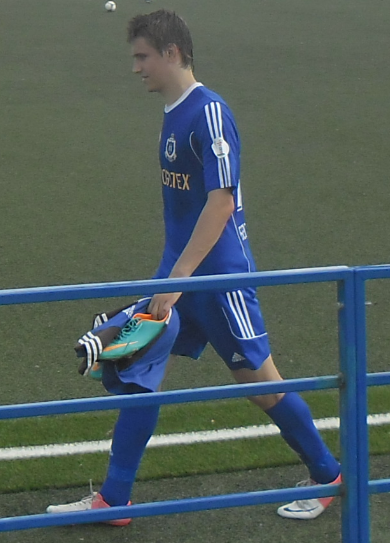
Fiodor Černych at Dnepr Mogilev, 2013

Tính đến 14 tháng 4 năm 2018
| Câu lạc bộ          | Mùa giải            | Giải vô địch                | Giải vô địch | Giải vô địch | Cúp     | Cúp       | Châu lục | Châu lục  | Tổng cộng | Tổng cộng |
| Câu lạc bộ          | Mùa giải            | Giải đấu                    | Số trận      | Bàn thắng    | Số trận | Bàn thắng | Số trận  | Bàn thắng | Số trận   | Bàn thắng |
| ------------------- | ------------------- | --------------------------- | ------------ | ------------ | ------- | --------- | -------- | --------- | --------- | --------- |
| Dnepr Mogilev       | 2009                | Vysheyshaya Liga            | 2            | 2            | 0       | 0         | –        | –         | 2         | 2         |
| Dnepr Mogilev       | 2010                | Vysheyshaya Liga            | 23           | 4            | 1       | 0         | –        | –         | 24        | 4         |
| Dnepr Mogilev       | 2011                | Vysheyshaya Liga            | 18           | 1            | 0       | 0         | 6        | 1         | 24        | 2         |
| Dnepr Mogilev       | 2013                | Vysheyshaya Liga            | 32           | 4            | 0       | 0         | –        | –         | 32        | 4         |
| Dnepr Mogilev       | 2014                | Vysheyshaya Liga            | 10           | 3            | 4       | 0         | –        | –         | 14        | 3         |
| Dnepr Mogilev       | Tổng cộng           | Tổng cộng                   | 85           | 14           | 5       | 0         | 6        | 1         | 96        | 15        |
| Naftan              | 2012                | Vysheyshaya Liga            | 30           | 5            | 2       | 1         | 2        | 0         | 34        | 6         |
| Górnik Łęczna       | 2014–15             | Ekstraklasa                 | 32           | 11           | 1       | 1         | –        | –         | 33        | 12        |
| Górnik Łęczna       | 2015–16             | Ekstraklasa                 | 6            | 1            | 1       | 0         | –        | –         | 7         | 1         |
| Górnik Łęczna       | Tổng cộng           | Tổng cộng                   | 38           | 12           | 2       | 1         | 0        | 0         | 40        | 13        |
| Jagiellonia         | 2015–16             | Ekstraklasa                 | 27           | 3            | 1       | 0         | –        | –         | 28        | 3         |
| Jagiellonia         | 2016–17             | Ekstraklasa                 | 34           | 12           | 2       | 1         | –        | –         | 36        | 13        |
| Jagiellonia         | 2017–18             | Ekstraklasa                 | 21           | 3            | 1       | 0         | 4        | 1         | 26        | 4         |
| Jagiellonia         | Tổng cộng           | Tổng cộng                   | 82           | 18           | 4       | 1         | 4        | 1         | 90        | 20        |
| Dynamo Moskva       | 2017–18             | Giải bóng đá ngoại hạng Nga | 9            | 1            | –       | –         | –        | –         | 9         | 1         |
| Tổng cộng sự nghiệp | Tổng cộng sự nghiệp | Tổng cộng sự nghiệp         | 244          | 50           | 13      | 3         | 12       | 2         | 269       | 55        |

### Quốc tế
Tính đến 27 tháng 3 năm 2018
| National team | Năm       | Số trận | Bàn thắng |
| ------------- | --------- | ------- | --------- |
| Lithuania     |           |         |           |
| 2012          | 1         | 0       |           |
| 2013          | 4         | 1       |           |
| 2014          | 10        | 0       |           |
| 2015          | 6         | 2       |           |
| 2016          | 8         | 5       |           |
| 2017          | 6         | 0       |           |
| 2018          | 2         | 0       |           |
| Tổng cộng     | Tổng cộng | 37      | 8         |

## Bàn thắng quốc tế
Tính đến trận đấu diễn ra ngày 10 tháng 6 năm 2017. Lithuania ghi bàn được liệt kê đầu tiên, cột tỉ số biểu thị tỉ số sau mỗi bàn thắng của Černych.
| # | Ngày                 | Địa điểm                                      | Số trận | Đối thủ    | Tỉ số | Kết quả | Giải đấu                                         |
| - | -------------------- | --------------------------------------------- | ------- | ---------- | ----- | ------- | ------------------------------------------------ |
| 1 | 11 tháng 10 năm 2013 | Sân vận động LFF, Vilnius, Lithuania          | 3       | Latvia     | 1–0   | 2–0     | Giải vô địch bóng đá thế giới 2014 qualification |
| 2 | 14 tháng 6 năm 2015  | Sân vận động LFF, Vilnius, Lithuania          | 17      | Thụy Sĩ    | 1–0   | 1–2     | Giải vô địch bóng đá châu Âu 2016 qualifying     |
| 3 | 8 tháng 9 năm 2015   | Sân vận động LFF, Vilnius, Lithuania          | 19      | San Marino | 1–0   | 2–1     | Giải vô địch bóng đá châu Âu 2016 qualifying     |
| 4 | 29 tháng 5 năm 2016  | Klaipėda Central Stadium, Klaipėda, Lithuania | 24      | Estonia    | 2–0   | 2–0     | 2016 Baltic Cup                                  |
| 5 | 1 tháng 6 năm 2016   | Sân vận động Daugava, Liepāja, Latvia         | 25      | Latvia     | 1–2   | 1–2     | 2016 Baltic Cup                                  |
| 6 | 4 tháng 9 năm 2016   | Sân vận động LFF, Vilnius, Lithuania          | 27      | Slovenia   | 1–0   | 2–2     | Vòng loại Giải vô địch bóng đá thế giới 2018     |
| 7 | 8 tháng 10 năm 2016  | Hampden Park, Glasgow, Scotland               | 28      | Scotland   | 1–0   | 1–1     | Vòng loại Giải vô địch bóng đá thế giới 2018     |
| 8 | 11 tháng 10 năm 2016 | Sân vận động LFF, Vilnius, Lithuania          | 29      | Malta      | 1–0   | 2–0     | Vòng loại Giải vô địch bóng đá thế giới 2018     |